# Theo Abazis
Theo Abazis (* 15. Juli 1967 in Athen, Griechenland) ist ein griechischer Komponist und Theaterdirektor.

## Leben
Theo Abazis studierte Klavier und Musiktheorie am Nationalen Konservatorium in Athen. 1987 ging er in die Niederlande. Er studierte von 1989 bis 1993 Dirigieren und Komposition am Utrechts Conservatorium. Bei Henk Alkema studierte er Komposition und bei David Porcelijn und Kenneth Montgomery Dirigieren. In dieser Zeit arbeitete er mit der dortigen Theaterakademie bei Musiktheaterproduktionen und Seminaren zusammen. 1991 mit einem dreijährigen Stipendium der Alexander-Onassis-Stiftung versehen, studierte bis 1993 bei Tristan Keuris Komposition. 1993 wurde sein Ballett Anathema vom Stuttgarter Staatsballett in einer Choreographie von Roberto de Oliveira uraufgeführt. Von 1993 bis 1995 studierte er bei Dimitri Terzakis am Konservatorium Bern Komposition. 1995 folgte die Uraufführung des Balletts Orfeas, wieder durch das Stuttgarter Staatsballett in einer Choreographie von Roberto de Oliveira. Seine Komposition Algos wurde 1997 für eine Aufführung beim jährlichen Young Composers Project des Netherlands Ballet Orchestra ausgewählt. Im selben Jahr gründete er die Music Theatre Group Amsterdam.
Von 2004 bis 2010 war er Kassenführer, Generalsekretär und Vizepräsident des Griechischen Zentrums des Internationales Theaterinstituts. Er ist stellvertretender künstlerischer Leiter des Nationaltheaters in Athen. Von 2010 bis 2012 war er künstlerischer Leiter des Stadt- und Regionaltheaters Kavala. Von 2012 bis 2015 war er künstlerischer Leiter des Stadt- und Regionaltheaters Patras.

## Werke (Auswahl)
- Quasi improvissazione für Klarinette solo, 1991, Marc van der Meer gewidmet, publiziert bei Donemus in Amsterdam, 1991 OCLC 253408849
- Medea, Orchesterwerk und Multimediaspektakel, Abschlussarbeit des Kompositionsstudiums, 1993
- Anathema, Ballett, 1993 vom Stuttgarter Staatsballett uraufgeführt
- Algos für Violine und Orchester, 1993, publiziert bei Donemus in Amsterdam, 1997 OCLC 725251496
- Psalms für Violoncello solo, 1993/94 OCLC 50083777
- Attractive moralities für großes Ensemble (3 Flöten (Piccolo), 2 Oboen, 2 Klarinetten, 2 Altsaxophone, 2 Fagotte, Klavier, 2 Hörner, 3 Trompeten, 2 Posaunen und Kontrabass), publiziert bei Donemus in Amsterdam, 1994 OCLC 725180593
- Leugens für zwei Blockflöten, Klarinette, Bratsche und Cembalo, publiziert bei Donemus in Amsterdam, 1994 OCLC 69072888
- Aquarel für drei Blockflöten (Sopranblockflöte, Altblockflöte, Tenorblockflöte) und Blockflötenensemble (2 Sopranblockflöten, 2 Altblockflöten, 2 Tenorblockflöten, 2 Bassflockflöten), publiziert bei Ascolta, 1995 OCLC 778282502
- Orfeas, Ballett, 1995 vom Stuttgarter Staatsballett uraufgeführt
- Erotikon : a bed-tale for adults [eine Bettgeschichte für Erwachsene] für gemischten Chor und Dichter, publiziert bei Donemus, 1996 OCLC 65193479
- Pas de deux, eingespielt auf der CD Different worlds, publiziert bei  Erasmus Muziekproducties Rotterdam, 1998 OCLC 902652445
- September für Saxophon solo, eingespielt von Theophilos Sotiriades auf der CD Recollections : solo saxophone in Greek contemporary compositions beim Label Eurodisc OCLC 71355243
- Jonny Buy für Blockflötenquartett, eingespielt vom Brisk Recorder Quartet Amsterdam auf der CD Vintage Brisk : contemporary music for recorder quartet, 2006 veröffentlicht beim Label Globe OCLC 154812904
- L’ Homme Qui Rit